# 楊敦和
楊敦和（1941年11月11日—），教名伯多祿（Peter），臺灣法學學者，中興法商（今國立臺北大學）法律系畢業，天主教輔仁大學法律學系教授。曾任天主教輔仁大學法學院院長、校長，聖約翰科技大學校長，中興法商客座教授。

## 事蹟
西元2001年中興法商改制國立臺北大學之後，楊敦和當選第1屆傑出校友。
2009年，聖約翰科技大學董事會為感念楊前校長卓著貢獻，捐贈新台幣100萬元設置「楊敦和先生獎學金」。
2014年，任文藻外語大學董事長。

## 註腳
1. ↑  第1屆 - 傑出校友：楊敦和
2. ↑  聖約翰科技大學《楊敦和先生獎學金》設置辦法 的存檔，存档日期2013-03-10.

## 外部連結
1. （繁體中文）輔大校史室：楊敦和 （页面存档备份，存于）
2. （繁體中文）興湖紀事：楊敦和校友 （页面存档备份，存于）
3. （繁體中文）虔誠教徒化身律師校長—楊敦和實踐法治教育終不悔 （页面存档备份，存于）
4. （繁體中文）聖約翰科大校史室：楊敦和 （页面存档备份，存于）

| 前任： 李振英 | 天主教輔仁大學校長 1996年－2000年 | 繼任： 李寧遠 |

| 前任： 張中平 | 聖約翰科技大學校長 2002年－2008年 | 繼任： 陳金蓮 |